# Île de découvertes
Île de découvertes est un festival de musique contemporaine créé par l'Orchestre national d'Île-de-France en 2006 sous l'égide de Marc-Olivier Dupin,,.
Le festival dure trois jours durant lesquels sont organisées plusieurs manifestations : concerts d'orchestre, d'ensembles, de musique de chambre, opéra pour enfants, concerts de jeunes musiciens des conservatoires de la région mais aussi des conférences, des rencontres avec les compositeurs et des ateliers pédagogiques. Île de découvertes est le théâtre de nombreuses créations telles Amina-Phoenix de Jacopo Baboni Schilingi, Passions, concerto pour deux violoncelles de Piotr Moss ou encore Exercices de style de Matteo Franceschini.
Le festival se déroule successivement dans différentes villes de la région Île-de-France : Aulnay-sous-Bois en 2006, Créteil en 2008, Saint-Quentin-en-Yvelines en 2010, Cergy-Pontoise en 2013.
En 2008, le festival accueille le pianiste Jay Gottlieb et le chef Jean Deroyer,,.
En 2010, Ivan Fedele est le compositeur invité de la troisième édition,.